# 植劇場—五味八珍的歲月
《五味八珍的歲月》，2017年臺灣電視劇，為《植劇場》第八部作品，為原著改編系列的第二部劇集。故事以臺灣第一位開設烹飪電視節目的名廚傅培梅為主角，講述她結婚成家、學習廚藝、開班授課並主持節目的歷程，也描述了她與僕人林春之間的主僕之情。全劇由徐輔軍導演，溫郁芳和張可欣編劇，並請傅培梅的長女、廚師程安琪擔任顧問。由安心亞、王滿嬌、孫可芳、李至正、鍾承翰、張耀仁、陳歆姸、江常輝、顏毓麟和張嘉雲主演。劇集自2017年7月14日起播放至同年8月18日止，全劇共六集。
在節目播出後，飾演傅培梅的安心亞得到了正面的評價，一些觀眾認為她傑出地詮釋了傅培梅的口音和做菜的架勢，而飾演林春的孫可芳也受到金鐘獎肯定，入圍了第53屆電視金鐘獎戲劇節目女主角獎。

## 製作

### 故事原型

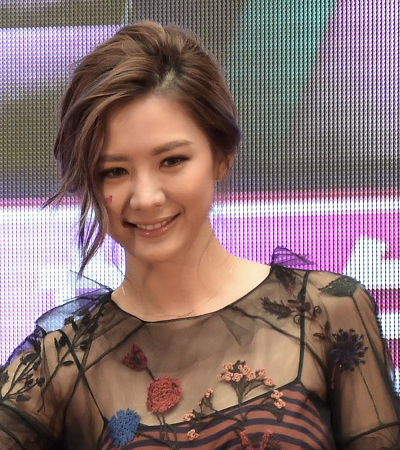
飾演傅培梅的安心亞，攝於2016年

傅培梅出生自中國大連，來到台灣成家後，原本對料理一竅不通的她，為了煮出不讓丈夫失望的菜，私下花錢向餐館名廚請益，開始學習中國各省份的菜色，在1962年到台視開設烹飪節目，成為台灣第一位烹飪節目主持人，數十年來傳授了千道食譜，成為家喻戶曉的名廚。她的生平被記載於自傳《五味八珍的歲月》中。後被《植劇場》相中，著手改編為電視劇和漫畫，和《花甲男孩》改編的《花甲男孩轉大人》同屬於原著改編系列。

### 選角
主角傅培梅由安心亞飾演，安心亞表示自己從小就經常聽長輩提起傅培梅的名字，親友也對她抱有很大的期待，使她十分擔心會把眾人心中的料理女神搞砸，而且該劇又是《植劇場》系列的壓軸，更接在高人氣的《花甲男孩轉大人》之後，讓她認為這是自己從影以來最大的挑戰。她認為自己既不懂廚藝，也沒有經歷過傅培梅的時代的歷練，所以對於王小棣找她飾演傅培梅感到十分驚訝。她在接演此角色後，便開始要求自己的行為舉止要有那個年代該有的優雅，不時會觀看傅培梅的烹飪節目錄影，並且一字一音地抄筆記，試圖揣摩大連口音和烹飪的架式。另外，她也看了很多孕婦產子的影片，作為飾演孕婦的準備。
安心亞在拍戲的過程中也同時和節目顧問程安琪學習刀工、手勢等烹飪技巧，使得在拍戲前連煎蛋都不會、也害怕觸碰生魚和生豬肉的她，在殺青後已經能做出四菜一湯，也包括羊腩煲、羊肉爐和傅培梅的招牌菜墨魚大㸆。她在練習包黃魚水餃時，心中想的是飾演程紹慶的李至正的模樣，她也會在拍戲之餘燒菜給工作人員品嘗，或是嚐試做出在拍戲時吃到的料理。
安心亞表示在拍這部戲時，自己是抱持當作人生最後一部戲的心情在拍。但壓力隨著拍完戲而解除。也讓安心亞的長輩和她有了傅培梅這個共通話題。安心亞認為，傅培梅的成長過程與不怕吃苦的個性，值得了解與學習。她表示自己以前遇到挫折時常會選擇放棄，在接演此角色後變得更加勇敢。
孫可芳飾演傅培梅家中的僕人林春，林春是位沒有接受過正規教育的鄉下女性，在與傅培梅相識後成為互相扶持的夥伴。孫可芳在拿到大綱前，對傅培梅毫無所悉，還以為她是革命烈士，在她了解傅培梅的生平後，認為她在她所處的年代也算是做了一場革命。在甄選角色時，孫可芳飾演的林春帶有苦中作樂的感覺，表現出雜草般的生命力，導演因此而選她演出林春，她在劇中全身上下都抹黑，他認為這樣的呈現很真實。除了外型上的突破，她也為了練習台語，買了一台平板電腦給外公，再用視訊向他請教，每句台語台詞都寫上了拼音，實際播出之後，她的外公認為她的台語講得很道地。
除了學習台語，孫可芳也想知道當年的人會怎麼思考，所以她查詢維基百科和YouTube試圖了解當年的事，後來選擇直接去問有實際經驗的外公，她驚覺那個赤腳走路上學、不時要躲進防空洞的年代離自己十分遙遠，她也聽到了許多鄉村傳統婦女的故事。在她演出這個角色後，她認為自己這些婦女說出了屬於她們的故事。
江常輝飾演林春的哥哥林繁，林繁是輕度智障，心智年齡只有五歲，台詞不但很少，通常也都是「對」、「好吃」這樣的短句。江常輝被導演告知不用太多事前準備，但他卻因為準備不足而感到緊張。為了培養和孫可芳的默契，他在拍戲空檔也會用林繁的性格和孫可芳互動，讓她能更快習慣與該角色相處。
鍾承翰在劇中飾演被砲彈炸傷的軍人王孤夏，因此必須在眼角貼假傷疤，但他對貼膠過敏導致皮膚發炎、眼皮紅腫，使得他整整兩周無法拍攝，後來他嘗試用多種不同的膠水，以免延誤拍攝進度。為了將角色詮釋得更好，鍾承翰曾到西門町向外省籍的老伯聊天。在詮釋王孤夏的落魄模樣時，鍾承翰也刻意減少飲食，希望讓劇中的他看起來更乾癟。鍾承翰、孫可芳和江常輝都為了戲劇刻意抹髒，化黑妝都要至少1小時，卸妝更是耗時。他們還自嘲是「髒兮兮三人組」。
傅培梅的丈夫程紹慶由李至正飾演，他手抄了萬餘字當初程紹慶寄給傅培梅的情書，為了培養感情，也會邀請安心亞到家中吃飯。安心亞表示自己有被這些手寫情書打動。李至正的外型被劇組演員認為長得很像中華民國前總統馬英九，在拍戲時，有些演員都會直接以「馬英九」來稱呼他。雖然他一開始不太習慣，但後來會故意擺出揮手拜票的模樣。
張耀仁飾演林春的孫子王傳寶。和安心亞、孫可芳一樣不通廚藝的他隨著程安琪一起學習烹飪，在三個多月後也頗有心得。他與飾演老年林春的王滿嬌有許多對手戲，王滿嬌稱讚他是位認真的演員。

### 歌曲
| 曲序 | 曲目               |              | 作曲         | 演唱                |
| ---- | ------------------ | ------------ | ------------ | ------------------- |
| 1.   | 奇幻旅程（片頭曲） | 秦旭章、葉子 | 秦旭章、葉子 | Night Keepers守夜人 |

### 拍攝

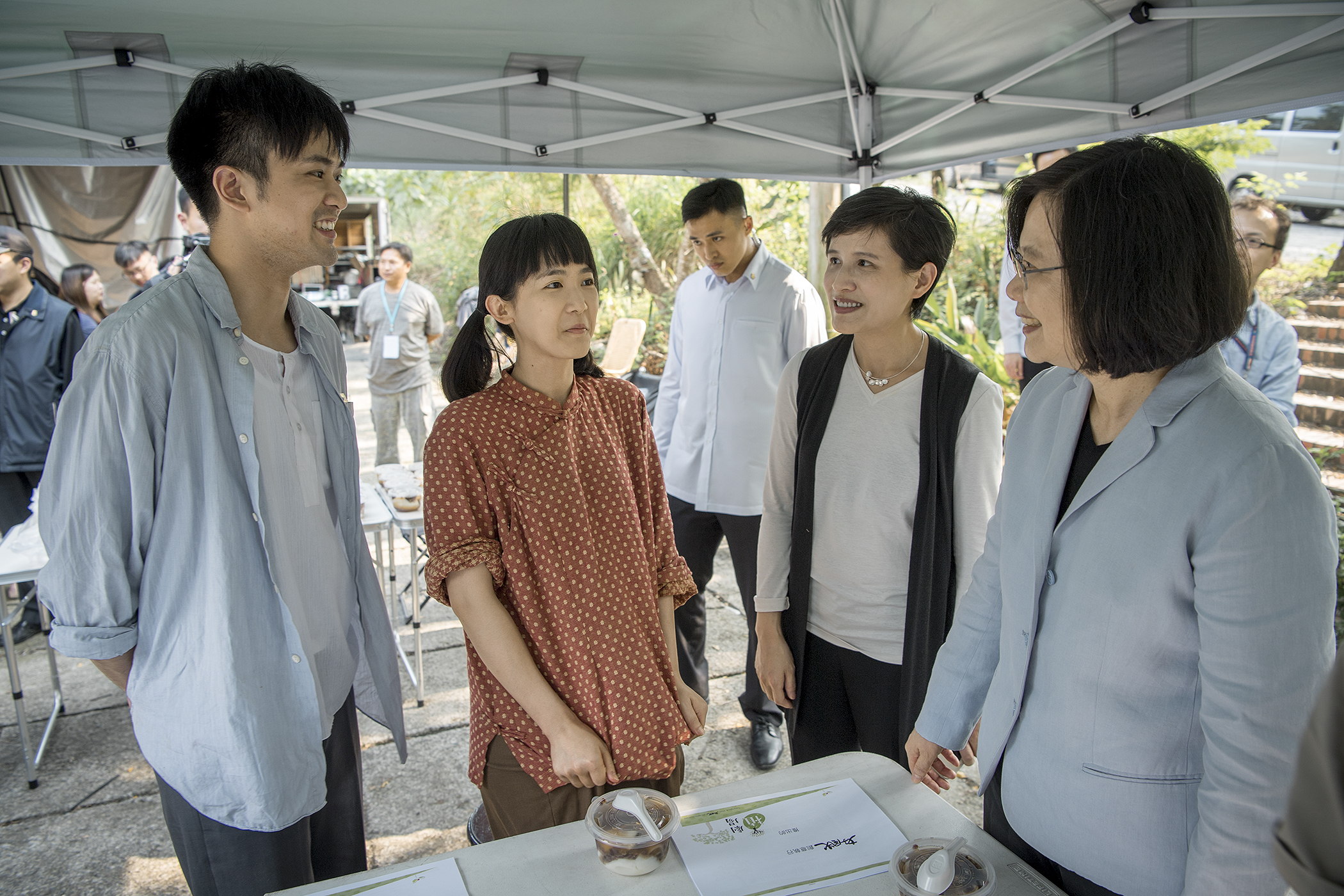
中華民國總統蔡英文（右一）和文化部長鄭麗君（右二）探視該劇的拍攝過程，與飾演米店夥計劉義甫的顏毓麟（左一）、飾演林春的孫可芳（左二）對談。

《五味八珍的歲月》在宜蘭、嘉義、台南等地取景，劇組在2017年2月20日於宜蘭頭城農場舉行開鏡儀式，由導演帶領劇中主演共同參與，以祈拍攝順利。在拍攝傅培梅學做菜的場景時，劇組請來專業廚師參與演出，他們的精湛廚藝常讓安心亞和孫可芳看到忘記演戲。也由於劇中有很多吃飯的戲碼，安心亞又常忍不住多吃兩口，導致她一天吃了將近六餐，在拍戲期間胖了兩公斤，孫可芳表示自己也胖了三公斤。安心亞表示有時在拍完其它場次後，這些菜早已經被其它劇組人員吃掉了，並對此感到扼腕。
在拍戲期間的某一晚，安心亞在半夜聽到疑似敲鍋蓋的「鏘鏘鏘」聲音，她暗忖是自己不夠努力，傅培梅顯靈來提醒自己，讓她連忙反覆觀看傅培梅的影片檔案複習。隔天一早，她才知道怪聲響的來源是住在隔壁房的經紀人使用電腦造成的聲音。在拍攝傅培梅教導眾人料理的場景時，為了讓爐火不滅，劇組一直往裏頭丟樹葉和紙巾，結果安心亞被煙嗆得難以開口說話，而負責搧風的孫可芳也差點被突然灌風的爐火燙到。此外安心亞表示自己以前看到油鍋都會覺得可怕，在拍攝一場被油噴到的戲碼前，她為了詮釋這種痛感，拿針輕微地扎自己的手來感受，也為了克服恐懼，盡量站得靠爐火近一些。
在台南拍攝期間，中華民國總統蔡英文和文化部長鄭麗君前來探視片場，蔡英文在逛完片場後和演員們聊天，她問孫可芳：「拍戲這麼辛苦，以後還想當演員嗎」，孫可芳表示「這條路很美好」。

### 播出
《五味八珍的歲月》在2017年7月13日舉行首映記者會，於7月14日起每週五晚間10點台視首播、每週六晚間8點八大戲劇台播出，每週五晚間24點於愛奇藝台灣站釋出。
MyVideo在2022年8月16日上架《植劇場》全系列。

## 劇情大綱
| 總集數 | 集數 （季） | 首播日期      | 收視率 |
| --- | ----------- | ------------- | ------ |
| 47 | 1           | 2017年7月14日 | 1.04   |
| 故事的場景在1950年代和2017年交錯。1949年，隨父親和兄嫂從中國大連來台的傅培梅（安心亞飾）擔任打字工作，在一次與同事的飯局中，傅培梅認識從事會計的程紹慶（李至正飾），在他熱烈追求下，傅培梅對他逐漸產生好感。因為聽到仍在大連的母親患病的消息，傅培梅瞞著家裡想偷渡到中國大陸，但是並未成功。 父母雙亡的少女林春（孫可芳飾）投靠叔叔，不但勤奮工作，還一面照顧智能不足的哥哥阿繁（江常輝飾）。她某夜不小心打死外省逃兵王孤夏（鍾承翰飾），後來因為欠款太多，她的叔叔想把她賣到妓院，林春落荒而逃。 2017年，王傳寶從母親那裏聽到祖母林春（王滿嬌飾）車禍的消息，便南下照顧林春，但他其實不曾見過祖母，只是想變賣祖母的梅珍味餐廳償還千萬債務，但林春清醒後卻要王傳寶和自己一起經營餐廳。 |             |               |        |
| 48 | 2           | 2017年7月21日 | 0.89   |
| 程紹慶和傅培梅多次約會，帶來她母親無恙的消息，並在信裡向她求婚，但他卻在與傅培梅的父親見面時因故失約，讓傅培梅顏面盡失，隔日程紹慶向傅培梅的父親鄭重道歉，後者才答應兩人成親。 逃跑的林春被妓院流氓抓住後險被強暴，所幸被以為已死的王孤夏所救。在村長裁決後，林春到城裡的裁縫店工作並分期還款。她飽受裁縫店老闆欺壓，東省西省地攢錢。一日，她在買完米後遇到大雨，和米店夥計劉義甫（顏毓麟飾）聊天，向他學習國語和寫字。王孤夏則和阿繁一塊生活，雖然語言不通，但兩人相處得很融洽。 |             |               |        |
| 49 | 3           | 2017年7月28日 | 0.98   |
| 阿春知道王孤夏不是壞人，但對他也並不友善。債台高築的裁縫店老闆跑路後，林春投靠義甫，並為了報答他協助米店工作。她在替店裡送米時進到傅培梅家中，見傅培梅懷有身孕，便自薦要擔任幫傭。在擔任幫傭後的某日，林春不小心弄壞了收音機，修收音機期間傅宅又遭小偷，程紹慶認為是林春沒關門釀禍，一怒之下將她開除，後來才知是傅培梅忘了鎖門。林春帶著修好的收音機到傅家想表明清白，正好遇上傅培梅臨盆，立刻把她送醫。在傅的長女程安琪平安出生後，林春也和程紹慶解開誤會，再度入傅家擔任幫傭。 到城裡找林春的王孤夏碰上巡邏的軍人，被抓回軍中毒打一頓，就此和林春失聯。 2017年，撞傷林春的駕駛歐媛琪（Kiki，陳歆妍飾）前來賠罪，王傳寶向她索取十萬元賠償。出身富裕的Kiki不難拿出十萬元，但她也因為被父親過度保護感到無聊至極，連在外打工都遭父親痛斥。林春要王傳寶鍛鍊身體，還帶他到市場採買、訓練他打下手活，一心一意要讓他接掌餐廳。但林春也發現王傳寶偽造自己的簽名打算賣掉餐廳。 |             |               |        |
| 50 | 4           | 2017年8月4日  | 1.13   |
| 程紹慶的同事到傅宅打麻將時，揶揄傅培梅做的料理太難吃，傅為了不讓丈夫丟臉，決定精進廚藝。她拿出部分嫁妝當學費，從餐館師傅那裏學到砂鍋魚頭、蝦子大烏參、宮保雞丁、魚香肉絲等各省料理，還派林春潛入餐廳偷師，得知讓京都排骨好吃的祕方是加A1牛排醬。在精進廚藝的過程中，傅培梅認為自己若是學會了中國各省的菜，就能安慰更多思鄉的人。 米店老闆逝世後，義甫收留了阿繁共同經營米店，崇尚共產主義思想的他也暗中宣揚信念。王孤夏在進入軍隊七年後退伍，因腿有疾患而流落街頭。 2017年，王傳寶的債主找上門，多虧林春向債主說情，才讓王傳寶逃過一劫。債主要王傳寶努力經營餐廳並藉此還債。但王傳寶見餐廳無法脫手，和林春的隔閡也加劇，便棄她而去。Kiki不想被過度保護，藉機逃跑後來到餐館，恰巧見到昏倒的林春。 |             |               |        |
| 51 | 5           | 2017年8月11日 | 1.31   |
| 程紹慶的同事和傅培梅的同事都對傅培梅的廚藝讚譽有嘉，希望她開班授課，程紹慶起初反對，後來見傅培梅做得有聲有色，轉而默默支持。在王孤夏給傅培梅搭棚架後，傅培梅做拔絲地瓜慰勞他，這讓王憶起了母親的味道，傅培梅深有共鳴。程紹慶替岳母弄到了香港護照後，傅培梅啟程把母親接來台灣。 昏倒在路上的王孤夏被阿繁帶回到義甫的米店，王孤夏便在米店工作，他和林春都發現義甫與在郵局工作的女孩蕙美密切來往，這讓心儀義甫的林春受到打擊。但蕙美實際上是警總的臥底，這使得義甫在某個夜晚被警總抓走。 2017年，清醒的林春記憶錯亂，餐廳也因此無法再起，但林春早已拿存款替孫子先還了200萬，又把餐廳印鑑證明和印章交給他。王傳寶痛改前非，觀看《傅培梅時間》用心習廚，想和Kiki一起重振餐館。但Kiki逃跑的事被父親發現，還被他斷絕父女關係。 |             |               |        |
| 52 | 6           | 2017年8月18日 | 1.23   |
| 台視的製作人邀請傅培梅上電視教做菜，對於要在現場直播的半小時節目裡做菜，傅培梅感到相當有挑戰，她好不容易弄到了黃魚，並在事前反覆演練，但拍攝當天到了電視台後才發現忘了帶菜刀，多虧林春到台視員工餐廳借了一把，才讓傅培梅的電視處女秀順利結束，並奠定了她往後的烹飪教學之路。 義甫被判20年徒刑，王孤夏當掉母親的錶，替林春打通關節，讓她去探義甫的監。在林春回去後不久，義甫裝死越獄失敗，遭到擊斃。林春回到無人的米店，潸然淚下。之後，林春把王孤夏的錶贖回並還給了他。隨著傅培梅的小孩長大，林春感到自己不被需要，她便搬出來和王孤夏結為連理，靠著做饅頭維持生計，後來事業有成，開了餐廳。 2017年，王傳寶和Kiki為了開餐館而勤奮練習燒菜，一段時間後終於到了可以開張的地步，Kiki的父親看到女兒的努力，兩人的心結也化解。失智的林春恍惚之中與傅培梅重逢，兩人互相道謝。次日，梅珍味餐館隆重開幕。                                                                       |             |               |        |

## 評價

### 評論
在節目播出之前，因為傅培梅的高知名度和安心亞過去的性感和丑角形象，使安心亞受到諸多批評，有些網友表示不希望安心亞把自己的啟蒙師傅搞壞，安心亞因為這些先入為主的感想傷心不已，還用視訊向朋友宣洩情緒。李至正聽聞後勸她不要看情緒性的留言。孫可芳也因為在《天黑請閉眼》中的傑出表現，讓一些觀眾在節目播出前就不看好她的表現，認為她無法超越先前的演出。
《五味八珍的歲月》第一集首播的收視率是1.04，最高收視1.32落在林繁和林春登場後展現了兄妹情誼，由於孫可芳在《植劇場》的《天黑請閉眼》裡飾演到結局才讓觀眾知道身份的殺人兇手，在《五味八珍的歲月》裡也有殺人的橋段，讓該段情節被觀眾調侃「第一集就抓到兇手」。專欄作家管仁健在看完第一集後，認為故事缺少了「日本味」。他指出中菜師傅在傳授料理時通常會藏一手，以免徒弟超越自己的成就，但傅培梅的烹飪節目鉅細靡遺，從洗滌到擺盤都相當清楚，有如日本教育中的「匠人精神」。管仁健認為《五味八珍的歲月》裡就是少了這種日治時代「國語家庭」特有的味道。
第二集和第三集的收視率不如首集，製作團隊認為要讓觀眾暖身一下。第四集首播的收視率開始攀升，平均達到1.13，最高收視1.42落在傅培梅瞞著丈夫花錢求學，請川菜師傅到家裡學做菜的場景。第五集平均收視為1.31，最高收視為傅培梅教導眾人做菜的橋段。安心亞這一段的表現受到很高的評價，不少網友認為做菜教學和口音與傅培梅極為相似，如同傅培梅附身，扭轉了過去對她的刻板印象，安心亞的母親也很稱讚她的表現。

### 獎項
2018年8月29日，第53屆電視金鐘獎入圍名單公布，孫可芳入圍了「戲劇節目女主角獎」，演技受到肯定，而安心亞則以另一部《阮氏碧花與她的兩個男人》入圍迷你劇集（電視電影）女主角獎。對此，金鐘獎評審團主委吳洛纓解釋，相較於安心亞對傅培梅的完成度，孫可芳對林春的完成度更高。孫可芳接獲消息後先向外公報了喜，並感謝評審的肯定，她表示自己的入圍有很大程度是外公的幫忙，入圍是對外公有了交代。除此之外，《五味八珍的歲月》還入圍了戲劇節目編劇獎和美術設計獎。
| 年度 | 大獎         | 獎項             | 入圍者                 | 結果 |
| ---- | ------------ | ---------------- | ---------------------- | ---- |
| 2018 | 第53屆金鐘獎 | 戲劇節目編劇獎   | 溫郁芳、張可欣         | 提名 |
| 2018 | 第53屆金鐘獎 | 戲劇節目女主角獎 | 孫可芳                 | 提名 |
| 2018 | 第53屆金鐘獎 | 美術設計獎       | 連玉喆、劉基福、陳雅雯 | 提名 |

## 外部連結
- 官方网站－台視
- 植劇場—五味八珍的歲月的Facebook專頁
- 互联网电影数据库（IMDb）上《五味八珍的歲月》的资料（英文）
- 在Netflix上觀看《植劇場—五味八珍的歲月》